# Dendrilla lacunosa
Dendrilla lacunosa är en svampdjursart som beskrevs av Jörn Hentschel 1912. Dendrilla lacunosa ingår i släktet Dendrilla och familjen Darwinellidae.
Artens utbredningsområde är havet kring Indonesien. Inga underarter finns listade i Catalogue of Life.